# Ugo di Remiremont
Ugo di Remiremont, detto Candido o Caldario, (1020 circa – 1099 circa) è stato un cardinale francese.

## Biografia
Nato in Lorena, Ugo si fece monaco benedettino presso l'Abbazia di Remiremont. Nel 1049 venne convocato a Roma da papa Leone IX e creato cardinale-sacerdote di San Clemente.
Dopo la morte di Niccolò II, avvenuta nel 1061, Ugo si schierò dalla parte dell'antipapa Onorio II ma ben presto si sottomise a papa Alessandro II. Nel 1063 fu inviato come legato pontificio in Spagna e nel sud della Francia, dove rimase fino al 1068.
In Spagna presiedette i sinodi di Auch, Tolosa, Gerona e Barcellona, riuscendo ad imporre il celibato per il clero e ad introdurre la liturgia romana al posto di quella mozarabica; accusato di simonia fu richiamato a Roma.
Nel 1072 fu inviato come legato in Francia, dove cadde nuovamente nella simonia, riuscendo, tuttavia, a scagionarsi davanti a papa Alessandro II e al suo successore papa Gregorio VII sulla cui elezione aveva svolto una grande influenza. Inviato nel 1073 nuovamente come legato, commise nuovi atti di simonia.
A partire dal 1075 circa, divenne un aspro antagonista di Gregorio VII. Ricoprì un ruolo di primo piano nel sinodo antigregoriano di Worms del 1076 e nel sinodo di Bressanone nel 1080, in cui Gregorio venne deposto, venendo ripetutamente scomunicato dal papa. Sostenitore dell'antipapa Clemente III, sottoscrisse la sua bolla pontificia del 4 novembre 1084 come cardinale di San Clemente. Nel 1085 fu legato d'antipapa in Germania.
Divenuto vescovo di Fermo intorno al 1084, fu trasferito alla sede suburbicaria di Palestrina da Clemente III nel  1089 circa. Partecipò al Concilio Scismatico di Roma nell'agosto 1098. Il suo nome compare per l'ultima volta tra i firmatari della bolla di Clemente III del 18 ottobre 1099.